# باول سميث (لاعب كرة قدم مواليد 1964)
باول سميث (بالإنجليزية: Paul Smith)‏ هو لاعب كرة قدم بريطاني في مركز نصف الجناح، ولد في 9 نوفمبر 1964 في روثرهام ‏ في المملكة المتحدة. لعب مع بورت فايل وستوكبورت كونتي وشيفيلد يونايتد ونادي لينكولن سيتي ونادي هاليفاكس تاون.